# Euglenophyceae
Az Euglenophyceae (ICN) vagy Euglenea (ICZN) az ostoros moszatok (Euglenozoa) törzsének egysejtűalga-csoportja. Zöldmoszat szekunder endoszimbiózisából származik kloroplasztiszuk. Energiatárolásra paramilont használnak, kloroplasztiszukat 3 membrán veszi körül.

## Leírás
Tagjai egysejtű algák – kloroplasztiszt tartalmazó protiszták. E kloroplasztiszok – elsősorban a Pyramimonadales rendbe tartozó – zöldmoszat szekunder endoszimbiózisából származnak, és klorofill a és b van bennük. Egyes fajok ezeket elvesztve ozmotróffá váltak. Plasztiszuk mellett sok fajnak szemfoltja is van.
Szünapomorf jellemzőjük a fehérjetartalmú csíkokból álló, a sejtmembránhoz közeli pellikula.
Egyes feltételezések szerint a Rapaza viridis és az Euglenophyceae közös őse fagotróf algivor volt állandó plasztisz nélkül, de kleptoplasztiával. Ez Karnkowska et al. 2023-as tanulmánya szerint valószínűbb, mivel a Pyramimonas-eredetű gének az R. viridisben kevésbé vannak jelen, és a Tetraselmis-eredetűek gyakoriak az Euglenophyceaeben, így a kettő asszociációjának az elkülönülés után kellett volna történnie.

## Ökológia
Az Euglenophyceae elsősorban édesvízben van jelen. Gyakoriak mérsékelt éghajlatú kis eutróf víztestekben, ahol virágozhatnak – például az Euglena sanguinea virágzása káros. Trópusi éghajlaton a virágzások gyakoriak a tavakban. Tengeri környezetekben kisebb mennyiségben annak jelen. Egyes fajai függőlegesen vándorolhatnak a homokon át az árapályciklus során. Két csoport, a Rapazida és az Eutreptiales a tengeri plankton tagja. A teljes fitoplankton 46%-át is adhatja az Eutreptiales eutróf partmenti vizekben.

## Besorolás
Az Euglenophyceae 3 taxonómiai csoportot alkot: a mixotróf Rapaza viridist és két főleg fototróf rendet, az Euglenalest és az Eutreptialest. A besorolás a következő (fajszámok az AlgaeBase alapján):
- Ordo Euglenales Leedale, 1967 emend. Marin et Melkonian, 2003
  - Familia Euglenaceae [Euglenidae] Dujardin, 1841 emend. Kim et al., 2010
    - Colacium Ehrenberg, 1834 – 17 spp.
    - Cryptoglena Ehrenberg, 1831 – 11 spp.
    - Euglena Ehrenberg, 1830 – 174 spp.
    - Euglenaformis Bennett et Triemer, 2014 – 3 spp.
    - Euglenaria Karnkowska, Linton et Kwiatowski, 2010 – 4 spp.
    - Monomorphina Mereschkowsky, 1877 – 17 spp.
    - Strombomonas Deflandre, 1930 – 99 spp.
    - Trachelomonas Ehrenberg, 1834 – 410 spp.

  - Familia Phacaceae [Phacidae] Kim, Triemer et Shin, 2010
    - Discoplastis Triemer, 2006 – 6 spp.
    - Flexiglena Zakryś et Łukomska, 2020 – 1 sp.
    - Lepocinclis Perty, 1849 – 90 spp.
    - Phacus Dujardin, 1841 – 188 spp.
- Ordo Eutreptiales
  - Familia Eutreptiaceae [Eutreptiidae] Hollande, 1942
    - Eutreptia Perty, 1852 – 11 spp.
    - Eutreptiella da Cunha, 1914 – 9 spp.
- Ordo Rapazida Cavalier-Smith, 2016
  - Familia Rapazidae Cavalier-Smith, 2016
    - Rapaza Yamaguchi, Yubuki et Leander, 2012 – 1 sp.

Egyes Euglenophyceaehez rendelt nemzetségek ismeretlen helyzetűek genetikai adataik hiánya miatt:
- Ascoglena Stein, 1878 – 4 spp.
- Euglenamorpha Wenrich, 1924 – 2 spp.
- Euglenopsis Klebs, 1892 – 11 spp.
- Glenoclosterium Carter, 1869 – 1 sp.
- Hegneria Brumpt et Lavier, 1924 – 1 sp.
- Klebsina Silva, 1961 – 1 sp.
- Euglenocapsa Steinecke, 1932 – 1 sp.
- Menoidium Perty, 1852 – 28 spp.
- Parmidium Christen, 1962 – 10 spp.

## Fordítás
Ez a szócikk részben vagy egészben  az   Euglenophyceae című angol Wikipédia-szócikk ezen változatának fordításán alapul.  Az eredeti cikk szerkesztőit annak laptörténete sorolja fel. Ez a jelzés csupán a megfogalmazás eredetét és a szerzői jogokat jelzi, nem szolgál a cikkben szereplő információk forrásmegjelöléseként.